# Bureau interprofessionnel des vins de Bourgogne
Le Comité Bourgogne, ex Bureau interprofessionnel des vins de Bourgogne (BIVB), est une organisation interprofessionnelle regroupant les professionnels du vignoble de Bourgogne.

## Historique

### Station œnologique de Bourgogne
La station œnologique de Bourgogne est fondée à Beaune en 1900. Le bâtiment servira de laboratoire d'analyse au BIVB par la suite.

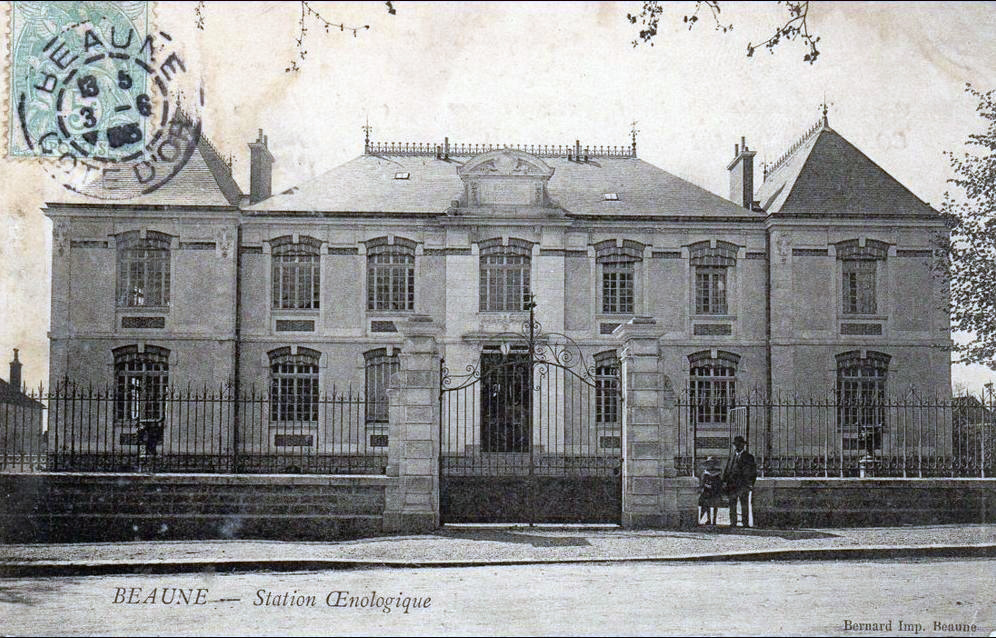
Station œnologique de Beaune au début du XXe siècle.

### Organisations préexistantes au BIVB
Du début du XXe siècle aux années 1960, les secteurs professionnels de la viticulture et du négoce ont eu des velléités de rapprochements sans arriver à surmonter les concurrences des métiers ou les questions de délimitations géographiques, empêchant la création d'une interprofession unifiée pour les vins de Bourgogne, à l'instar de ce qui pouvait se passer dans d'autres zones comme le CIVC (en 1941, pour les champagne) ou le CIVB (1948, pour les bordeaux), par exemple.
Dans les années 1960, sont créés trois comités interprofessionnels :
- l'Union interprofessionnelle des vins du Beaujolais (UIVB) ;
- le Comité interprofessionnel des vins de Bourgogne et de Mâcon (CIBM) ;
- le Comité interprofessionnel des vins de Bourgogne (CIB).

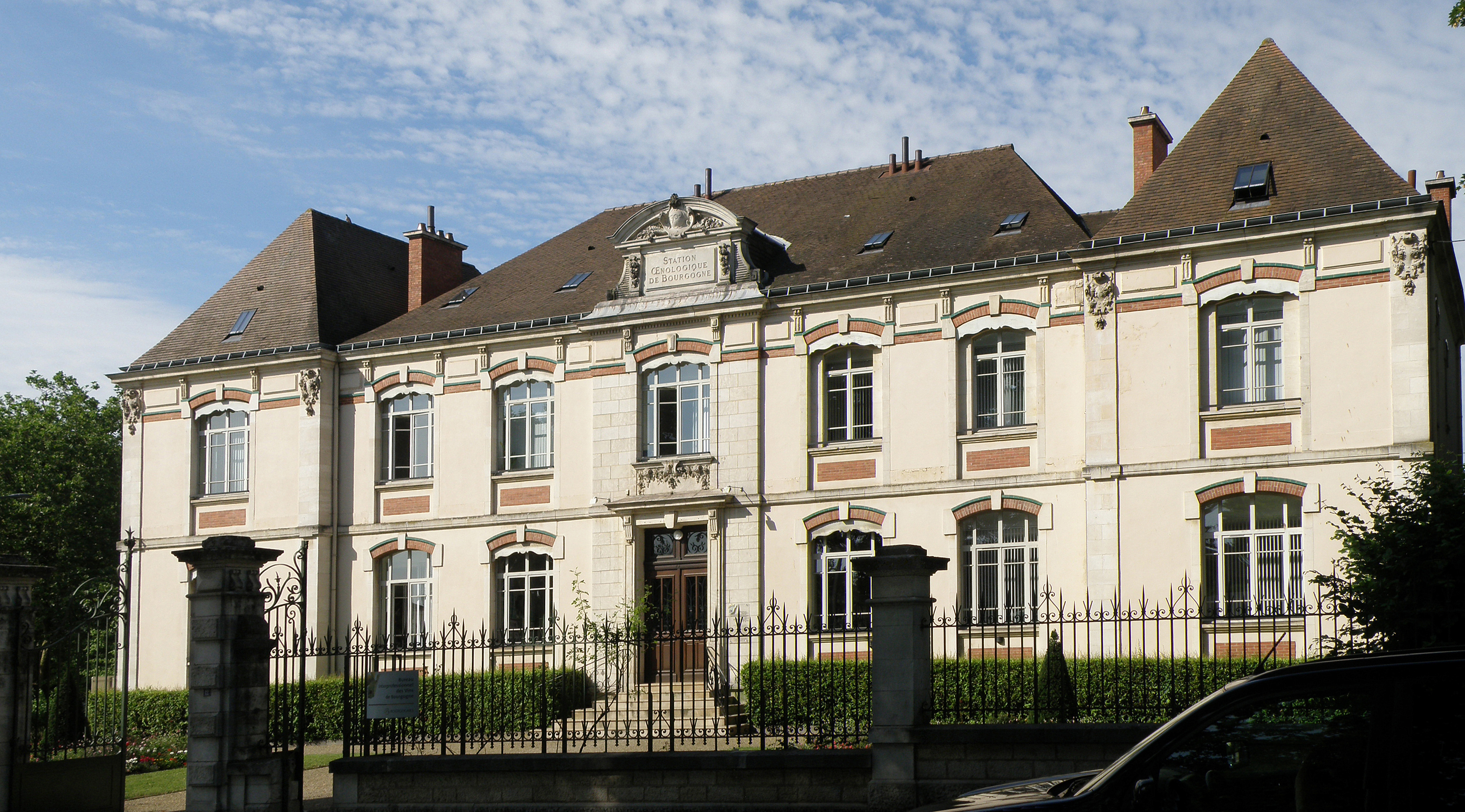
Vue extérieure du BIVB, à Beaune en 2017.

En 1976, les comités de Bourgogne se regroupent au sein d’une fédération régionale qui prend le nom de Fédération interprofessionnelle des vins de Bourgogne (FIVB). L'UIVB adhère à son tour à l'association en 1983, qui prendra le nom de Fédération des interprofessions des vins de Grande Bourgogne.

### 1989: création du BIVB
En 1987, les familles professionnelles de la viticulture et du négoce engagent une discussion, qui aboutira deux ans plus tard à la création d'une unique interprofession pour les vins de Bourgogne. Le Bureau interprofessionnel des vins de Bourgogne est créé par arrêté du 24 juillet 1989. Les instances préexistantes (CIB, CIBM, et FIVB) sont dissoutes.
En 2023, Sylvain Naulin remplace Christian Vanier à la direction.

### 2025: le BIVB devient le Comité Bourgogne
Le changement de nom – « Comité Bourgogne » – correspond à une réforme de gouvernance, dont l’objectif est « d’adapter l’interprofession à une époque d’incertitudes multiples, sans renoncer à ses ambitions de rayonnement ».

## Missions
Le BIVB est une interprofession dont le rôle est de définir les grandes lignes de la politique de promotion des appellations d’origine contrôlées de Bourgogne et de conduire toutes les actions se rattachant à cette politique.
Ses missions sont donc de représenter et de défendre les intérêts des vins de Bourgogne et des professionnels de la viticulture et du négoce. Le BIVB définit également la politique des vins de Bourgogne sur le plan technique, économique et de la communication et conduire des actions se rattachant à cette politique.

## Organisation

### Gouvernance
Le BIVB est géré par les membres élus et rassemble les deux familles du vignoble : viticulture et négoce.
Le BIVB est membre de Vin et société.

### Budget
L'organisme perçoit, en 2010, des contributions volontaires obligatoires auprès des professionnels du secteur à hauteur de 8 437 000 euros.

## Activités
Dans le cadre des missions qui lui sont confiées, le BIVB agit dans trois grands domaines d’activités : la technique, l'économie, la formation et la communication,.

### Activités techniques et qualité
- Contribuer à améliorer la qualité des vins de Bourgogne sur leurs marchés en s’appuyant sur un observatoire global de la qualité.
- Déterminer et piloter les actions de recherche et de développement les plus pertinentes pour la filière sur le plan régional. Mettre à disposition des professionnels des outils d’aide à la décision et d’élaboration des vins.

### Économie: marchés et développement
- Cerner au mieux les marchés de la Bourgogne, les circuits et les distributeurs pour affiner la stratégie de communication de l’interprofession et aider les entreprises.
- Suivre le marché régional et de la filière.

### Actions marketing et communication
- Assurer la promotion des vins de Bourgogne en France et à l'étranger
- Accompagner les entreprises de la filière dans la commercialisation des vins de Bourgogne
- Informer les consommateurs et les prescripteurs pour les aider à mieux connaître et apprécier les vins de Bourgogne.

Dans cette mission, le BIVB est partenaire de concours de dégustation de vins départementaux et régionaux.